# Chantal Beltman
Chantal Beltman (Slagharen, Hardenberg, 25 d'agost de 1976) va ser una ciclista neerlandesa que fou professional del 2002 al 2009. Va guanyar diferents proves de la Copa del Món i una medalla de plata al Campionat del Món en ruta.
La seva germana Ghita també s'ha dedicat al ciclisme.

## Palmarès en ruta
- 1998
  - Vencedora d'una etapa a la Ster van Walcheren
- 1999
  - Vencedora d'una etapa al Tour de l'Aude
- 2000
  - 1a al Rotterdam Tour
- 2001
  - Vencedora d'una etapa a la Women's Challenge
  - Vencedora d'una etapa al Tour de Bretanya
- 2002
  - Vencedora d'una etapa al Giro d'Itàlia
- 2003
  - 1a al Rotterdam Tour
  - Vencedora d'una etapa a la Volta a Turíngia
- 2004
  - 1a a l'Omloop van Borsele
  - 1a a la Parel van de Veluwe
  - 1a a la Ster van Walcheren
  - Vencedora d'una etapa al Tour de Feminin-Krásná Lípa
- 2005
  - Vencedora d'una etapa a la Ster Zeeuwsche Eilanden
- 2006
  - 1a al Gran Premi Gerrie Knetemann
- 2007
  - 1a a l'Open de Suède Vårgårda
- 2008
  - 1a a l'Univé Tour de Drenthe
  - 1a a la Liberty Classic